# Alessandro Carbonare
Alessandro Carbonare és un clarinetista italià nascut a Desenzano del Garda. Carbonare començà a tocar un clarinet en mi bemoll a l'edat de 5 anys. Als 21 esdevingué co-principal a l'Orquestra de l'òpera de lió, i més tard entrà a l'Orquestra Nacional de França. és el clarinetista principal de l'Orquestra de Santa Cecilia a Roma des del 2003. Ha tocat a l'Orquestra Filharmònica de Berlin. També toca amb el Quintetto Bibiena. Carbonare toca un clarinet de recital de la marca Selmer amb una llengüeta Vandoren B40 (ajustada manualment).

## Discografia
- The art of the clarinet. Decca, 2008.
- W.A. Mozart - Quintetto per clarinetto e archi K581 / J. Brahms - Quintetto per clarinetto e archi op. 115. Amadeus, 2007.
- Clarinet Sings Opera. Japan Import, 2006.
- Carl Maria von Weber: Concertos for Clarinet and Orchestra, amb l'orquestra Haydn Bozen. Art Music, 2004.
- No Man's Land, amb Andrea Dindo. Velut Luna, 2003.
- Unus Inter Pares. Velut Luna, 2002.
- Le Clarinette à l'Operà: Paraphrases of Italian Operas for Clarinet and Piano. Harmonia Mundi, 2001.
- Piramidi, amb Luca Donini. Splasc(h), 2001.
- Mozart K622, Beethoven Piano Concerto Op. 15, amb Marta Argerich i l'orquestra del Festival. Musincom, 2001.
- Brahms, Mozart. Harmonia Musica, 1999.
- Robert Schumann: Marchennerzalungen Op. 132, Romanzen Op. 94, Fantasiestuck Op. 73, Marchenbilder Op. 113, amb Simone Braconi i Andrea Dindo. Agorà, 1997.
- W.A. Mozart Clarinet Concerto K622, G. Rossini - Andante tema e variazioni - Variazioni in Do, amb Sudwestdeuches Kammerorchester Pforzheim. Agorà, 1997.
- Mozart, Salieri, amb Euroensemble. Banca CRT, 1997.
- Modest Mussorgsky: Pictures at an Exhibition, amb Quintetto Bibiena. Agorà, 1996.
- Clarinet Sings Verdi. Agorà, 1995.
- Il Quintetto Bibiena. Ermitage Aura, 1995.
- Francis Poulenc: Ouvres pour instruments à vent et piano, amb Quintetto Bibiena and Andrea Dindo. Agorà, 1995.
- Johannes Brahms: Trio for Clarinet, Cello and Piano Op. 114, Sonates for Clarinet and Piano Op. 120, amb Marco Decimo i Andrea Dindo. Agorà, 1994.